# Nacionalne akademije nauka, inženjerstva i medicine
Nacionalne akademije nauka, inženjerstva i medicine (engl. National Academies of Sciences, Engineering, and Medicine, NASEM), poznate i kao Nacionalne akademije, je kongresno ovlašćena organizacija koja služi kao kolektivna naučna nacionalna akademija Sjedinjenih Američkih Država. Naziv se koristi naizmenično u dva značenja: (1) kao krovni termin ili matična organizacija za svoja tri segmenta koji deluju kao kvazi nezavisne organizacije članova počasnog učenog društva poznate kao Nacionalna akademija nauka (NAS), Nacionalna akademija inženjerstva (NAE) i Nacionalne akademije medicine (NAM); i (2) kao brend za studije i izveštaje koje izdaje ujedinjeni operativni ogranak tri akademije prvobitno poznate kao Nacionalni istraživački savet (NRC). Nacionalne akademije takođe služe kao savetnici za javnu politiku, istraživački instituti, istraživački centri i konsultanti za javnu administraciju o pitanjima od javnog značaja ili na zahtev vlade.
Nacionalni istraživački savet, Nacionalna akademija inženjerstva i Nacionalna akademija medicine počele su kao aktivnosti Nacionalne akademije nauka sve dok nisu reorganizovane 2015. u jedinice sadašnjih Nacionalnih akademija uz zadržavanje statusa i korporativnog nasledstva prvobitne Nacionalne akademije nauka.
NRC koji sada zajednički upravlja sa sve tri akademije proizvodi oko 200 publikacija godišnje, koje objavljuje Nacionalna akademska štampa. Izveštaji nacionalnih akademija okarakterisani su kao odraz naučnog konsenzusa.

## Literatura
- Cochrane, Rexmond C. (1978). The National Academy of Sciences: The First Hundred Years, 1863-1963. Washington: The Academy. ISBN 978-0-309-02518-8.

## Spoljašnje veze
- Zvanični veb-sajt
- National Academy of Sciences
- National Academy of Engineering
- National Academy of Medicine
- National Academies Press
- Division on Engineering and Physical Sciences